# Menno ter Braak
Menno ter Braak (Eibergen, Países Bajos, 26 de enero de 1902-La Haya, Países Bajos, 15 de mayo de 1940), fue un periodista, intelectual, novelista, ensayista, crítico de literatura y crítico de cultura neerlandés.

## Biografía
Ter Braak nació en Eibergen (hijo de G. Huizinga y H. ter Braak) y creció en la ciudad de Tiel. Demostró ser un estudiante ejemplar de gran inteligencia. Luego pasó a la Universidad de Ámsterdam, donde se especializó en Neerlandés e Historia. Como estudiante era un colaborador de la revista estudiantil Propria Cures y se involucró en el estudio de la película (entonces una disciplina muy joven).
Menno ter Braak fue también el fundador de la "Filmliga" (Asociación de Películas), con Joris Ivens y otros. La Filmliga era una organización para el estudio de películas modernistas. 
Completó su tesina sobre el emperador Otón III y trabajó como profesor en varias escuelas secundarias.

## Comité de Vigilancia
En 1933 Ter Braak se unió al diario liberal holandés Het Vaderland (La Patria) como editor de asuntos literarios y fue uno de los primeros holandeses para avisar sobre la amenaza del Nazismo. En estos años fundó "Het Comité van Waakzaamheid" (el Comité de Vigilancia), que como intelectual público era el más famoso por sus ensayos. Estos se ocupan de la cultura europea, la política, o una mezcla de los dos. También estaba influenciado por Nietzsche.

## Final de su vida
Hasta finales de su vida participó en el creciente movimiento antifascista en los Países Bajos. Cuando estalló la Segunda Guerra Mundial en 1939 cayó en una profunda depresión. Menno ter Braak se suicidó cuatro días después de que la Alemania nazi invadió los Países Bajos. Murió en el mismo día que se bombardeó de la ciudad de Róterdam por el Luftwaffe.
Su influencia fue muy grande y siguió durante la década de 1950. A partir de los años sesenta su influencia decayó. Las revistas literarias Libertinaje y Tirade se mantuvieron fieles a sus ideas.